# Corydoras parallelus
Corydoras parallelus és una espècie de peix de la família dels cal·líctids i de l'ordre dels siluriformes. Viu a la conca del  riu Negro a Sud-amèrica.
Els adults poden assolir uns 5,2 cm de longitud total.